# Unity (phần mềm làm game)
Unity là một game engine đa nền tảng được phát triển bởi Unity Technologies, mà chủ yếu để phát triển video game cho máy tính, consoles và điện thoại. Lần đầu tiên nó được công bố chạy trên hệ điều hành OS X, tại Apple's Worldwide Developers Conference vào năm 2005, đến nay đã mở rộng 27 nền tảng.
6 phiên bản chính của phần mềm này đã được phát hành. Tại triển lãm WWDC năm 2006, Apple đã trao thưởng giải Best Use of Mac OS X Graphics cho ứng dụng này.

## Tổng quan
Unity hỗ trợ đồ họa 2D và 3D, các chức năng được viết chủ yếu qua ngôn ngữ C#. Hai ngôn ngữ lập trình khác cũng được hỗ trợ: Boo, đã bị loại cùng với việc phát triển Unity 5 và UnityScript bị loại vào tháng 8 năm 2017 sau khi phát hành Unity 2017. UnityScript là một ngôn ngữ lập trình độc quyền có cú pháp tương tự JavaScript. Phần mềm nhắm mục tiêu các đồ họa APIs sau: Direct3D trên Windows và Xbox One; OpenGL trên Linux, macOS, và Windows; OpenGL ES trên Android và iOS; WebGL trên web; và APIs độc quyền trên các máy chơi video game. Ngoài ra, Unity hỗ trợ APIs cấp thấp như Metal trên iOS và macOS và Vulkan trên Android, Linux, và Windows, cũng như Direct3D 12 trên Windows và Xbox One. Trong 2D games, Unity cho phép nhập sprites và một renderer thế giới 2D tiên tiến. Đối với 3D games, Unity cho phép thiết lập các đập điểm kỹ thuật của các kết cấu và độ phân giải mà công cụ trò chơi hỗ trợ, cung cấp các hỗ trợ cho bump mapping, reflection mapping, parallax mapping, cảnh không gian ambient occlusion (SSAO), hiệu ứng bóng đổ bằng cách sử dụng shadow maps, render thiết lập toàn cảnh đến hiệu ứng. Unity cũng cung cấp các dịch vụ cho nhà phát triển, bao gồm: Unity Ads, Unity Analytics, Unity Certification, Unity Cloud Build, Unity Everyplay, Unity API, Unity Multiplayer, Unity Performance Reporting and Unity Collaborate.
Unity nổi bật với khả năng xây dựng trò chơi chạy trên nhiều nền tảng. Các nền tảng được hỗ trợ hiện nay là Android, Android TV, Facebook Gameroom, Fire OS, Gear VR, Google Cardboard, Google Daydream, HTC Vive, iOS, Linux, macOS, Microsoft HoloLens, Nintendo 3DS family, Nintendo Switch, Oculus Rift, PlayStation 4, PlayStation Vita, PlayStation VR, Samsung Smart TV, Tizen, tvOS, WebGL, Wii U, Windows, Windows Phone, Windows Store, và Xbox One. Unity trước đây cũng đã hỗ trợ 7 nền tảng khác chạy trên Unity Web Player. Unity Web Player là một plugin của trình duyệt chạy trên Windows và OS X, đã bị gỡ bỏ vì lợi ích của WebGL.
Unity là bộ công cụ phát triển phần mềm mặc định (SDK) cho máy chơi game video game Wii U của Nintendo, kèm theo bản miễn phí của Nintendo với mỗi giấy phép phát triển Wii U. Unity Technologies gọi việc kết hợp sản xuất SDK với một bên thứ ba là "industry first".

## Cấp phép
Unity có 4 sự lựa chọn đối với người dùng. Đây là danh sách các lựa chọn hiện có:
| Giấy Phép  | Hỗ Trợ Mọi Chức Năng Và Thiết Bị | Splash Screen                 | Hàng Đợi Tạo Đám Mây   | Đa Người Chơi      | Năng Lực Doanh Thu | Báo Cáo Hiệu Năng | Mã Nguồn Và Hỗ Trợ Cao Cấp | Giá Định Kì  |
| ---------- | -------------------------------- | ----------------------------- | ---------------------- | ------------------ | ------------------ | ----------------- | -------------------------- | ------------ |
| Personal   | Có                               | Made With Unity               | Standard               | 20 người           | $100,000           | Không             | Không                      | Miễn Phí     |
| Plus       | Có                               | Tùy Chỉnh Hoạt Ảnh Hoặc Không | Priority               | 50 người           | $200,000           | Có                | Không                      | 35$ / tháng  |
| Pro        | Có                               | Tùy Chỉnh Hoạt Ảnh Hoặc Không | Concurrent Builds      | 200 người          | Unlimited          | Có                | Có                         | $125 / tháng |
| Enterprise | Có                               | Tùy Chỉnh Hoạt Ảnh Hoặc Không | Dedicated Build Agents | Tùy Chỉnh Số Người | Unlimited          | Có                | Có                         | Thương Lượng |

## Lịch sử
Unity game engine khởi động năm 2005, nhằm "dân chủ hóa" phát triển game bằng cách cung cấp cho nhiều nhà phát triển hơn. Năm tiếp theo, Unity được vinh danh là á quân trong hạng mục Best Use of Mac OS X Graphics tại Apple Design Awards của Apple Inc. Unity ban đầu được phát hành cho Mac OS X, sau đó bổ sung hỗ trợ cho Microsoft Windows và trình duyệt Web.
Unity 2.0 ra mắt năm 2007 với khoảng 50 tính năng mới. Bản phát hành bao gồm một công cụ địa hình được tối ưu hóa cho môi trường 3D, real-time dynamic shadows, directional lights và spotlights, phát lại video và các tính năng khác. Bản phát hành cũng bổ sung các tính năng nhờ đó các nhà phát triển có thể cộng tác dễ dàng hơn. Nó bao gồm một Networking Layer để các nhà phát triển tạo game nhiều người chơi dựa trên User Datagram Protocol, cung cấp Network Address Translation, State Synchronization, và Remote Procedure Calls.
Khi Apple ra mắt App Store của họ năm 2008, Unity nhanh chóng bổ sung các hỗ trợ cho iPhone. Trong vài năm, công cụ này đã không được thử nghiệm trên iPhone và nó trở nên nổi tiếng với các nhà phát triển trò chơi iOS.
Unity 3.0 ra mắt tháng 9 năm 2010 với tính năng mở rộng các tính năng đồ họa của engine cho máy tính để bàn và video game consoles. Ngoài hỗ trợ Android, Unity 3 còn có tính năng tích hợp công cụ Beast Lightmap của Illuminate Labs, deferred rendering, một built-in tree editor, kết xuất phông chữ gốc, ánh xạ UV tự động và bộ lọc âm thanh, cùng nhiều thứ khác.
Năm 2012, VentureBeat phát biểu rằng "rất ít công ty đóng góp vào sự phát triển trò chơi độc lập như Unity Technologies... hơn 1,3 triệu người dùng đang sử dụng Unity để phát triển game trên iOS, Android, máy chơi game, PC, và trò chơi trên web.... Unity sẽ mở ra thời kỳ phát triển công cụ phát triển trò chơi đa nền tảng." Một khaỏ sát vào tháng 5/2012 của tạp chí Game Developer đã chỉ ra Unity là game engine hàng đầu dành cho nền tảng di động for mobile platforms. Tháng 11 năm 2012, Unity Technologies phát hành Unity 4.0. Phiên bản này bổ sung các hỗ trợ cho DirectX 11 và Adobe Flash, các công cụ hoạt ảnh mới có tên Mecanim, và quyền truy cập vào bản xem trước Linux.
Đối với Apple Design Awards tại cuộc triển lãm thương mại WWDC 2006, Apple, Inc. đã gọi Unity là Best Use of Mac OS X Graphics (tạm dịch: Ứng dụng tốt nhất cho đồ họa trên nền tảng Mac OS X), một năm sau khi Unity ra mắt tại cùng một triển lãm thương mại. Unity Technologies cho biết đây là lần đầu tiên một công cụ phát triển game được trao giải thưởng này. Một cuộc khảo sát tháng 5 năm 2012 của tạp chí Game Developer đã khẳng định Unity là công cụ phát triển trò chơi hàng đầu trên di động. Vào tháng 7/2014, Unity đã đạt giải "Best Engine" tại liên hoan trao giải thưởng công nghệ hàng năm của Anh.
Unity 5 cũng nhận được những lời khen tương tự, với The Verge đã nói rằng "Unity giúp việc phát triển game trở nên dễ dàng và phổ biến... Unity 5 là một biến tiến đáng mong đợi trong tương lai."
Sau khi phát hành Unity 5, Unity Technologies bị chỉ trích rằng khổi lượng lớn các game phát hành trên Steam là của các nhà phát triển thiếu kinh nghiệm. CEO John Riccitiello giải thích trong một cuộc họp báo rằng đây là tác dụng phụ khi chúng ta xã hội hóa việc phát triển game: "If I had my way, I'd like to see 50 million people using Unity – although I don't think we're going to get there any time soon. I'd like to see high school and college kids using it, people outside the core industry. I think it's sad that most people are consumers of technology and not creators. The world's a better place when people know how to create, not just consume, and that's what we're trying to promote." (tạm dịch: Nếu chúng tôi có cách, tôi muốn 50 triệu người sử dụng Unity - dù chúng tôi biết rất khó đạt được điều đó. Tôi muốn thấy những đứa trẻ ở trường Trung học và Đại học sử dụng nó, những người ngoài ngành. Tôi nghĩ rằng thật buồn khi hầu hết mọi người là người tiêu dùng về công nghệ, chứ không phải người sáng tạo. Thế giới là một nơi tốt đẹp hơn khi người ta biết làm thế nào để tạo ra, không chỉ tiêu thụ, và đó là những gì chúng tôi đang cố gắng để thúc đẩy.)
Vào tháng 12 năm 2016, Unity Technologies thông báo họ sẽ thay đổi hệ thống số phiên bản trên Unity từ định theo thứ tự sang năm phát hành để sắp xếp các phiên bản với nhịp cập nhật thường xuyên hơn

## Marketing
Vào ngày 16/12/2013, Unity Technologies Japan tiết lộ ảnh chụp màn hình với một nữ nhân vật linh vật chính thức tên Unity-chan (ユニティちゃん Yuniti-chan), tên thật là Kohaku Ōtori (大鳥 こはく Ōtori Kohaku) (lồng tiếng bởi Asuka Kakumoto), với triển lãm trong sự kiện Comic Market 85 tại Tokyo Big Sight từ ngày 29 đến ngày 31 tháng 12 cùng năm, Unity-chan sẽ được công bố cùng với lồng tiếng của cô.Dữ liệu trò chơi liên quan đến nhân vật đã được công bố năm 2014. Các nhân vật được thiết kế bởi Unity Technologies Japan phác họa "unity" như một nữ anh hùng. Công ty cho phép sử dụng Unity-chan và các nhân vật liên quan trong một dự án thứ cấp dưới một số licenses. Như là, Unity-chan xuất hiện như là một nhân vật điều khiển được trong game Runbow. Cô trở nên rất nổi tiếng, dẫn đến cô cũng xuất hiện trong VOCALOID, gồm có cả thư viện âm thanh riêng trong VOCALOID4 và một bản đặc biệt của VOCALOID để thích ứng với Unity Engine 5.0 gọi là Unity with VOCALOID.